# Johann Gottfried von Guttenberg
Johann Gottfried von Guttenberg (Castello di Marloffstein, 6 novembre 1645 – Würzburg, 14 dicembre 1698) è stato un vescovo cattolico tedesco, dal 1684 al 1698 principe-vescovo di Würzburg.

## Biografia

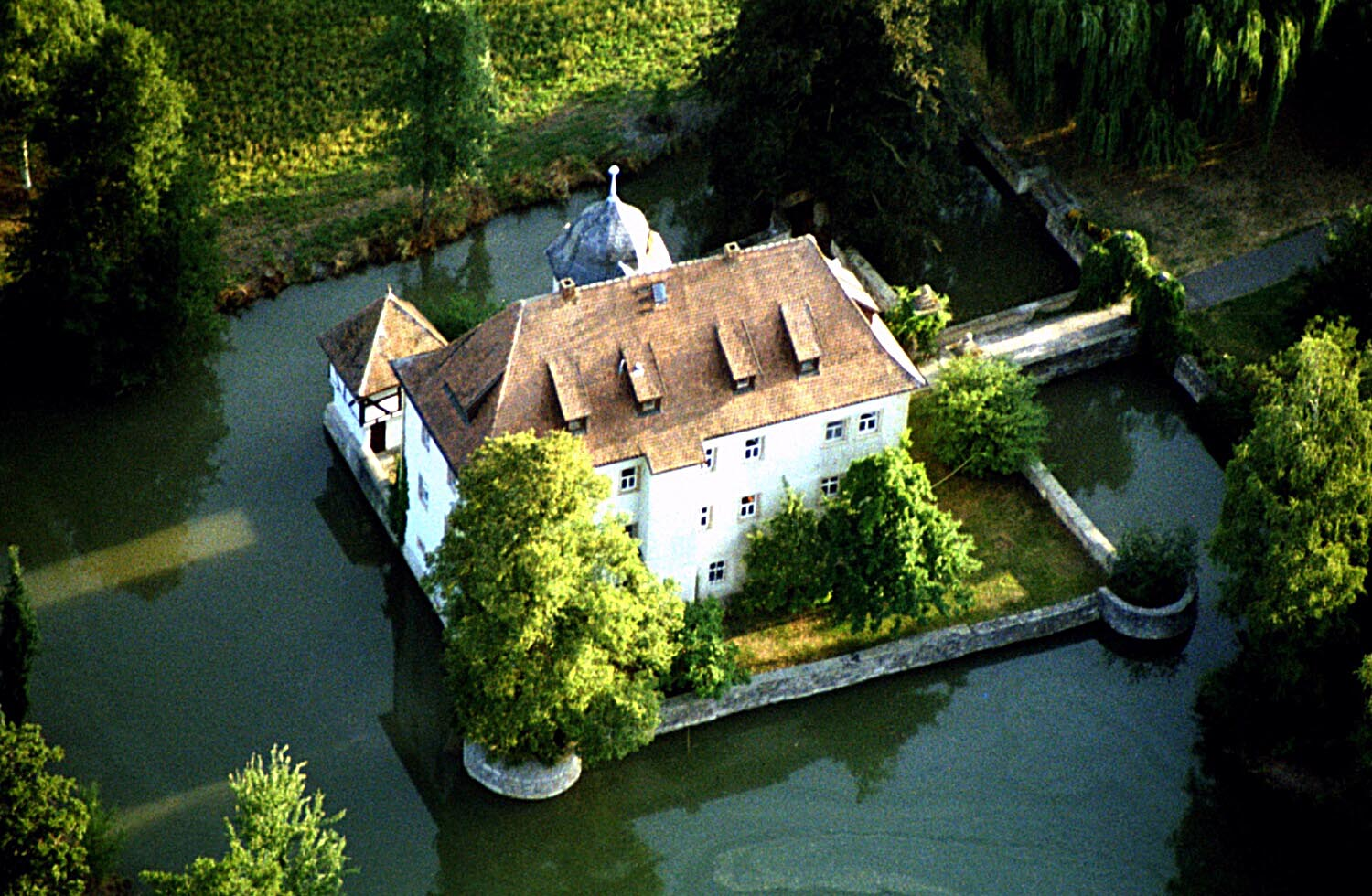
Il Castello di Kleinbarsdorf, fatto erigere dal Vescovo von Guttenberg

Johann Gottfried von Guttenberg proveniva dalla ricca famiglia dell'aristocrazia della Franconia dei Guttenberg, che aveva goduto di certa fama in quanto era stata fondatrice del quartiere "Guttenberg", attuale distretto municipale di Kulmbach, nell'Alta Franconia. I Guttenberg vantarono, tra il 1454 ed il 1847 26 ecclesiastici nella cattedrale di Würzburg.
Nominato successore alla cattedra episcopale di Würzburg nel 1684, venne confermato dal Papa poco dopo.
Nella guerra scoppiata nel Palatinato (1688-1697) il Vescovo venne supportato dall'Imperatore, al quale egli prestò giuramento e sottomise le proprie truppe.
Nel 1688 fondò il Monastero di Mariahilf a Würzburg, oltre a porre e a benedire la prima pietra per l'erezione di un monastero agostiniano sempre in città, che venne compiuto nel 1697. Chiese inoltre agli stessi agostiniani di stabilire una Scuola Superiore a Münnerstadt già a partire dal 1680. Nuovamente, nel 1686 iniziò la costruzione del Monastero di Frauenroth. Nel 1691, a titolo personale, si ricorda la donazione dell'altare della chiesa cittadina di San Vito a Veitshöchheim. 

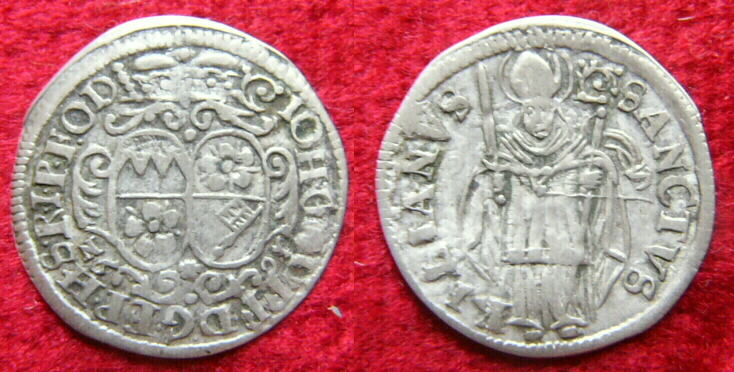

Per il soggiorno estivo dei vescovi di Würzburg fecce erigere il castello di Kleinbarsdorf, una palazzina di caccia immersa nell'ambiente naturale delle foreste tedesche, circondata da un ampio fossato artificiale che rende il complesso accessibile da un'unica via d'ingresso costituita da un ponte.
Nel 1691 protesse presso di sé le famiglie ebree di Würzburg, che venivano accusate dai cristiani di ogni crimine commesso in città.
Morì nel 1698 rimpianto dal suo beneamato popolo e venne sepolto nella cattedrale di Würzburg.

## Genealogia episcopale e successione apostolica
La genealogia episcopale è:
- Arcivescovo Filippo Archinto
- Papa Pio IV
- Cardinale Giovanni Antonio Serbelloni
- Cardinale Carlo Borromeo
- Cardinale Gabriele Paleotti
- Cardinale Ludovico de Torres
- Cardinale Giovanni Garzia Mellini
- Vescovo Antonio Albergati
- Vescovo Gereon Otto von Gutmann zu Sobernheim
- Vescovo Johannes Pelking, O.F.M. Conv.
- Vescovo Wolther Heinrich von Strevesdorff, O.E.S.A.
- Arcivescovo Johann Philipp von Schönborn
- Vescovo Stephan Weinberger
- Vescovo Johann Gottfried von Guttenberg

La successione apostolica è:
- Vescovo Marquard Sebastian Schenk von Stauffenberg (1687)